# Colegio Salesiano del Cuzco
El Colegio Salesiano de Cusco, es una institución educativa de la Congregación Salesiana inaugurada en 1905 ubicada en la ciudad de Cusco, Perú. La institución educativa ofrece servicios educativos en los niveles de inicial, primaria y secundaria. Asimismo incluye dentro de su organización un oratorio salesiano que funciona paralelamente al colegio y cuyo objetivo es brindar a jóvenes campesinos la educación y competencias técnicas en prácticas agrícolas y tecnologías modernas para que puedan acceder a empleos fácilmente y mantenerlos en el tiempo.
Desde 1991 el edificio del colegio así como la extensión de su bosque en el cerro de Sacsayhuamán forma parte de la Zona Monumental del Cusco. Asimismo, en 1983 al ser parte del casco histórico de la ciudad del Cusco, cercano a la Plaza de Armas y de las ruinas de Sacsayhuamán, forma parte de la zona central declarada por la UNESCO como Patrimonio Cultural de la Humanidad.

## Historia
Conforme señala la misma Congregación Salesiana en el Perú, ya en el año 1895, el prefecto de la ciudad del Cusco reunió a ciudadanos notables con la finalidad de lograr el establecimiento de los Salesianos en esa ciudad. Producto de estas gestiones, en 1903, llegaron al Cusco desde Arequipa los sacerdotes italianos Ciriaco Santinelli, entonces inspector general de los Salesianos en el Perú, y Alfredo Sacheti. El 27 de setiembre de ese año, los sacerdotes y monseñor Juan Antonio Falcón firmaron un convenio para la apertura de la entonces denominada Escuela Agrícola de Artes y Oficios para el año siguiente. No obstante el acuerdo firmado, fue recién el 5 de marzo de 1905.
La escuela ubicada en un inmueble de la Calle Tigre en el centro histórico del Cusco con el nombre de "Escuela Elemental de Artes y Oficios y Agricultura". En la apertura estuvieron presentes el padre Santinelli, inspector general de la congregación en el Perú, y el padre Miguel Freuccio Baldi quien fue el primer director de la casa salesiana y que habían llegado al Cusco el 21 de febrero de 1905. Ese mismo año, la congregación tomaría posesión de los terrenos que correspondían a la hacienda de Choccopata donde actualmente se levanta el edificio del colegio. El traslado definitivo se hizo el 25 de septiembre de 1905. y en 1927 culminó la construcción de la parte más antigua del actual edificio.
El 25 de noviembre de 1905, se dio la resolución legislativa N° 146 para exonerar al colegio del pago de derechos de materiales importados de educación. Ello se dio bajo el primer gobierno de José Pardo, que dio un gran impulso a la educación pública y privada.

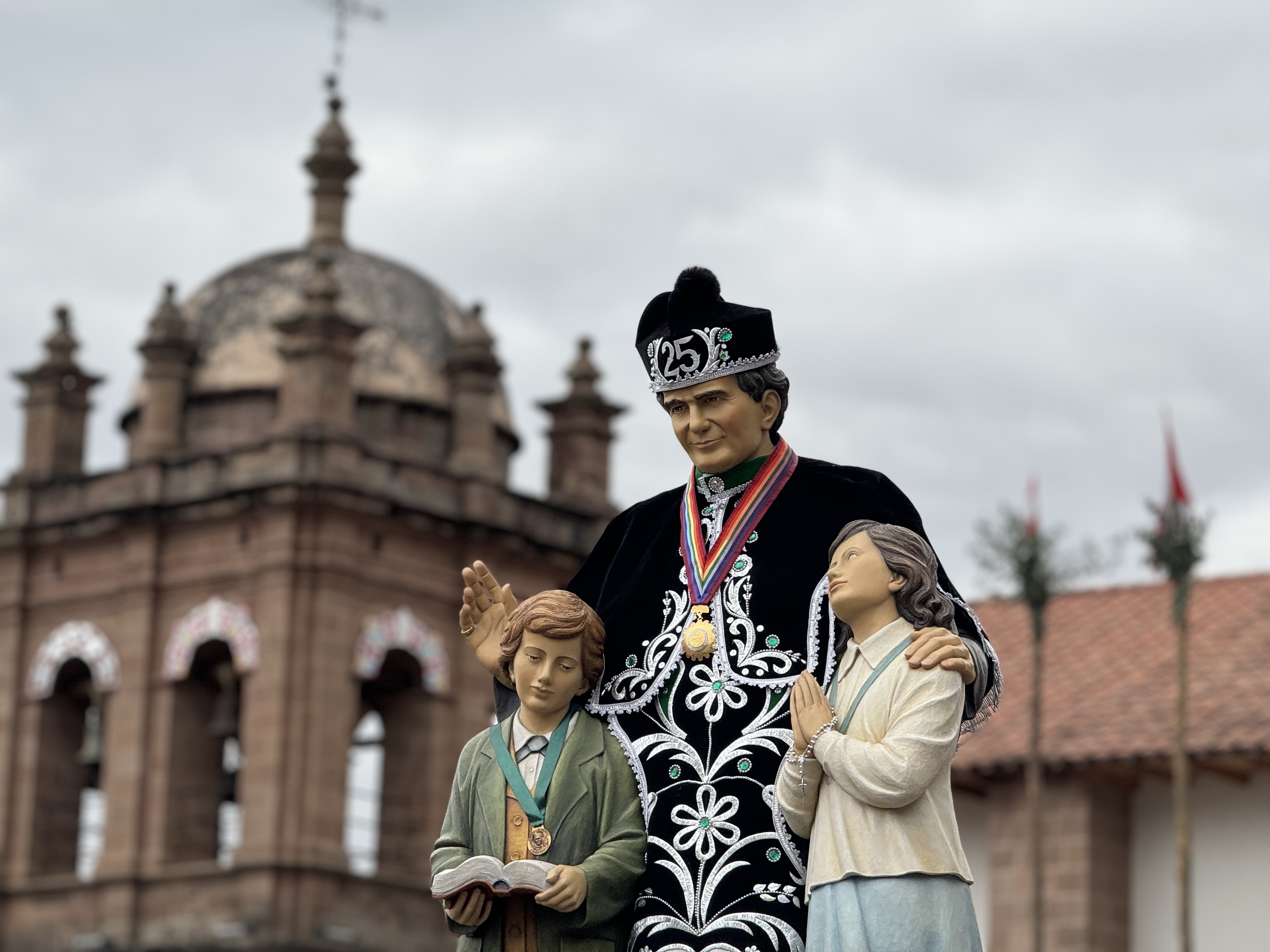
San Juan Bosco, patrón del colegio durante su procesión extraordinaria en la festividad del Corpus Christi cusqueño.

### Declaración como patrimonio histórico
El edificio del colegio se construyó sobre los terrenos de la hacienda Choccopata ubicados en la ladera sur del cerro Sacsayhuamán y que limitan por el norte con el centro arqueológico homónimo. Dicha zona, conocida como el "Bosque de Don Bosco", lindera a la zona arqueológica, mantiene una unidad geográfica donde los eventos de una afectan a la otra.
En 1983, se produjo la declaración como patrimonio de la humanidad de la ciudad del Cusco incluyendo, dentro de la zona central declarada como tal la zona ocupada por el edificio del Colegio al ubicarse a 350 metros de la Plaza de Armas, 88 metros de la Iglesia de San Cristóbal y 400 de las ruinas de Sacsayhuamán.
El 18 de marzo de 1991 se publicó en el Diario Oficial El Peruano la Resolución Jefatural N° 348-91-INC/J emitida por el Instituto Nacional de Cultura del Perú que amplió la zona declarada como "Zona Monumental del Cusco" incluyendo dentro de la misma toda la extensión del colegio protegiendo tanto el edificio del mismo como el bosque de su propiedad sobre el que se encuentra parcialmente la zona histórica de Sacsayhuamán.

## Exalumnos notables
- Andrés Alencastre Gutiérrez, escritor cusqueño.[14]
- Jean Paul Benavente García, gobernador regional del Cusco del 2019 al 2022
- Willy Cuzmar del Castillo, alcalde de Wanchaq entre 2003 - 2010 y 2014 - 2018
- William Luna, músico cusqueño.[15]
- Valentín Paniagua Corazao, presidente del Perú del 2000 al 2001.[16]
- Manuel Rodríguez Cuadros, diplomático peruano.[17]
- Raúl Salizar Saico, alcalde del Cusco entre 1996 y 1998.
- David Chaparro Pareja, alcalde del Cusco entre 1938 y 1942.

#### Libros y publicaciones
- Coronado Esquivel, Jessica; Apaza Callañaupa, Roel (2017). «La modernización de la ciudad y su salubridad: la canalización del Cusco a principios del siglo XX». Summa Humanitatis 9 (1). Consultado el 7 de octubre de 2019.